# Hell's Kitchen (televisieprogramma)
Hell's Kitchen is een kookprogramma waarin twee teams het in de keuken tegen elkaar opnemen om te zien wie zich uiteindelijk meester van de keuken mag noemen.
Hell's Kitchen werd uitgezonden in Groot-Brittannië en op het kanaal ITV1 in 2004.
De wedstrijd werd geleid door chef-kok Gordon Ramsay. Het eerste seizoen, in Nederland uitgezonden onder de titel Gedonder in de keuken, was in 2005 op de Amerikaanse zender FOX te zien. Het tweede seizoen werd in 2006 uitgezonden op de Amerikaanse televisie en op de Nederlandse zender SBS6. Seizoen 3 werd uitgezonden in de zomer van 2007. Seizoen 4 werd uitgezonden in 2008 in Amerika en werd in Nederland uitgezonden in de winter van 2008-2009 op Net5.

## Staf
- Gordon Ramsay: chef
- Scott Leibfried: souschef van Ramsay
- Mary Ann Salcedo: souschef van Ramsay (seizoen 1-3)
- Gloria Felix: souschef van Ramsay (seizoen 4-5)
- Heather West: souschef van Ramsay (seizoen 6)
- Andi Van Willigan: souschef van Ramsay (seizoen 7-13)
- Jean Phillipe Susilovic: hoofdkelner (seizoen 1-7)
- James Lukanik: hoofdkelner (seizoen 8-9)